# کفرتبنیت
کفرتبنیت (به عربی: كفرتبنيت) یک منطقهٔ مسکونی در لبنان است که در نبطیه واقع شده‌است.